# Live It Up
Albums de Crosby, Stills & Nash
American Dream
(1988) CSN
(1991)
Live It Up est le quatrième album studio du trio Crosby, Stills & Nash. Il est sorti en 1990 sur le label Atlantic Records.

## Fiche technique

### Titres
| No  | Titre                   | Auteur                                       | Durée |
| --- | ----------------------- | -------------------------------------------- | ----- |
| 1.  | Live It Up              | Joe Vitale (en)                              | 3:54  |
| 2.  | If Anybody Had a Heart  | J. D. Souther (en), Danny Kortchmar (en)     | 4:28  |
| 3.  | Tomboy                  | Stephen Stills                               | 3:22  |
| 4.  | Haven't We Lost Enough? | Stephen Stills, Kevin Cronin (en)            | 3:06  |
| 5.  | Yours and Mine          | Craig Doerge (en), David Crosby, Graham Nash | 4:21  |
| 6.  | (Got to Keep) Open      | Stephen Stills, Graham Nash                  | 4:40  |
| 7.  | Straight Line           | Tony Beard                                   | 3:12  |
| 8.  | House of Broken Dreams  | Graham Nash                                  | 3:18  |
| 9.  | Arrows                  | Michael Hedges, David Crosby                 | 3:51  |
| 10. | After the Dolphin       | Craig Doerge, Graham Nash                    | 5:05  |

### Musiciens

#### Crosby, Stills & Nash
- David Crosby : chant (5, 9, 10), guitare électrique (3)
- Stephen Stills : chant, guitare solo (1, 2), guitare électrique (3, 7), guitare acoustique (4, 6), basse (6), claviers (3)
- Graham Nash : chant (1, 2, 7, 8, 10), guitare acoustique (3, 8)

#### Musiciens supplémentaires
- Michael Landau : guitare (2, 10)
- Roger McGuinn : guitare (2)
- Peter Frampton : guitare solo (7)
- Leland Sklar : basse (2, 9, 10)
- Bob Glaub : basse (3, 5, 7, 8)
- Joe Vitale (en) : claviers (1, 2, 5), orgue (10), synthétiseurs (6, 8), string synth (9), synthétiseur basse (1, 3, 10), guitare synthétiseur (1, 3, 5), batterie (1-10), percussions (7)
- Craig Doerge (en) : claviers (2, 5, 7-10)
- Bruce Hornsby : piano (6), accordéon (6)
- The Williams Family : chœurs (1)
- J. D. Souther (en) : chœurs (2)
- Branford Marsalis : saxophone soprano (2, 9)
- Tony Beard : programmation des percussions (5), guitare électrique (7)
- Mike Fisher : percussions (2, 10)
- Michito Sanchez : percussions (3, 6)
- Vince Charles : percussions (9)
- Rand Wetherwax : effets sonores (10)